# Bletia roezlii
Bletia roezlii är en orkidéart som beskrevs av Heinrich Gustav Reichenbach. Bletia roezlii ingår i släktet Bletia och familjen orkidéer. Inga underarter finns listade i Catalogue of Life.